# No Tenors Allowed
«No tenors allowed: Famous Italian Duets for Baritone and Bass» (букв. «Тенорам вход воспрещён: знаменитые итальянские дуэты для баритона и баса») — сборник оперных дуэтов, записанный дуэтом Томас Хэмпсон (баритон) и Самуэль Рэми (бас). Диск вышел в 1999 году.

## Об альбоме
В записи принимали участие Симфонический оркестр Мюнхенского радио и дирижёр Мигель Гомес Мартинес.
Clyde T. McCants в своей книге American opera singers and their recordings с похвалой отзывается о подборе материала для этого диска, включившего столь редкие для оперы дуэты для баритона и баса. Альбом получил похвалу в специализированной прессе.

## Список композиций
1. Se fiato in corpo avete — «Тайный брак» (Duetto Nr. 11 Atto 2), Доменико Чимароза
2. Cheti, cheti immantinente — «Дон Паскуале» (Duetto Atto 3), Гаэтано Доницетти
3. Israele, che vuoi?…Se pur giungi a trucidarlo — «Марино Фальеро», Гаэтано Доницетти
4. Il rival salvar tu dêi…Suoni la tromba — «Пуритане» (Atto Ii, Duetto Finale), Винченцо Беллини
5. Uldino, a me dinanzi…Tardo per gli anni  — «Аттила» (Prologo, Duetto), Джузеппе Верди
6. Restez! — «Дон Карлос» (Acte Ii Scéne Et Duo No. 6), Джузеппе Верди
7. Suona ogni labbro il mio nome — «Симон Бокканегра» (Prologo), Джузеппе Верди
8. Tutte L’armi — «Король на час» (No. 19 Atto Ii, Duetto), Джузеппе Верди

## Проект
В последующие годы диск перерос в гастрольную программу. В частности, в 2021 году Томас Хэмпсон выступал с ней в Концертном зале Чайковского в Москве, партнером его был на этот раз Лука Пизарони.